# Emily Kame Kngwarreye
Emily Kame Kngwarreye  (également orthographié Emily Kam Kngwarray)  née en 1910 en Australie à Utopia community (en), Territoire du Nord, et morte le 2 septembre 1996 est une artiste peintre aborigène. 
Après avoir commencé à peindre sur canevas alors qu'elle était septuagénaire, Kngwarreye est devenue l'une des artistes les plus célèbres de l'histoire de l'art australien aborigène contemporain (en). Membre fondatrice du Utopia Women's Batik Group, elle est connue pour ses œuvres précises et détaillées.

## Biographie
Emily Kame Kngwarreye est née vers 1910 à Alhalkere dans les territoires d'Utopia, une communauté aborigène située à environ 250 kilomètres au nord-est d'Alice Springs (Mparntwe). Elle a vécu dans le groupe linguistique Anmatyerr à Alhalkere dans la communauté Utopia,.
Sa famille est Anmatyerre et elle est la plus jeune des trois enfants. Elle avait un frère et une sœur mais n'a jamais eu d'enfant biologique. Elle est la belle-sœur de l'artiste Minnie Pwerle et la tante de la fille de Pwerle, l'artiste Barbara Weir. Kngwarreye a eu la garde parentale de Weir pendant sept ans, jusqu'à ce que Weir soit renvoyée de force de son pays d'origine dans le cadre d'un programme gouvernemental visant à assimiler les enfants métis (Générations volées). La petite nièce de Kngwarreye est la peintre Jeannie Pwerle. Les enfants de son frère sont Gloria Pitjana Mills et Dolly Pitjana Mills,.
Kngwarreye a grandi en travaillant dans des fermes d'élevage. En juin 1934, elle s'est installée dans la propriété de MacDonald Downs, située à environ 100 km à l'est d'Alhalkere, pour travailler dans la maison et rassembler le bétail. Avant d'être reconnue comme artiste, elle n'a eu que très peu de contacts en dehors de sa communauté et parlait presque exclusivement Anmatyerre.
Elle vit et travaille dans différents endroits de la région de Sandover (en). Kngwarreye est morte à Alice Springs en septembre 1996.

## Formation artistique aborigène

### La peinture du temps du rêve: une pratique de transmission sacrée
La formation artistique initiale de Kngwarreye était comme femme indigène traditionnelle, préparant et employant des conceptions pour des cérémonies de femmes [pas clair]. Pour les Aborigènes la terre est une toile, sur laquelle s'inscrivent les traces des activités ancestrales. Les humains ont la responsabilité de reconnaître, reproduire et préserver l'héritage ancestral des dessins et des motifs laissés dans le paysage. Cette responsabilité culturelle leur est inculquée dès leur plus jeune âge. Cette iconographie traditionnelle est accompagnée de récits ancestraux et est transmise oralement. Ces savoirs et récits sont considérés comme datant du temps du rêve, et se transmettent d'une génération à l'autre par le biais d'une tradition orale et d'un langage visuel dessiné sur la toile de la terre. Les motifs dessinés publiquement transcendent la parole et sont utilisés dans des cérémonies religieuses.
Avant d'être reconnu par le monde occidental, l'art d'Emily Kame Kngwarreye s'inscrit dans cette tradition iconographique. Kngwarreye est une gardienne ancestrale du peuple Anmatyerre et peint des années durant en tant que cheffe de cérémonie,. 
Un des aspects fondamentaux de la structure de ses compositions à partir du milieu des années 1990 est son engagement et sa pratique rituelle de scarification et peinture corporelle des femmes pour la cérémonie connue sous le nom d'awelye. Ceci se reflète dans les peintures Awelye (1995), Untitled (body painting series) (1996) et Untitled (Awelye) (1995),,. 
D'autres femmes de sa famille intègrent l'Awelye dans leurs œuvres d'art :  Abie Loy Kemarre initiée par Kathleen Petyarre, nièce de Emily Kame Kngwarreye, sont des artistes reconnues qui peignent sur la thématique du temps du rêve. 

### Formation aux techniques du batik et de l'acrylique
À la fin des années 1970, Kngwarreye apprend  la technique du batik dans le cadre de cours pour adultes organisés dans la communauté aborigène d'Utopia. En 1978, elle participe à la création du Utopia Women's Batik Group. Sa formation aux techniques occidentales a commencé, avec celle du reste de la communauté Utopia, avec le batik. Ses premières toiles de batik ont été créées en 1980. 

Emily Kame Kngwarreye travaille avec le batik pendant 11 ans jusqu'en 1988, lorsqu'elle s'initie à l'acrylique,.
J'ai fait du batik au début, puis après cela j'ai appris de plus en plus et puis j'ai changé pour la peinture en permanence ... Puis c'était de la toile. J'ai abandonné le tissu pour éviter de faire bouillir la cire. J'ai été un peu paresseuse - j'ai abandonné parce que c'était trop dur. J'en ai fini par en avoir marre ... Je ne voulais pas continuer à faire le dur travail du batik - faire bouillir le tissu encore et encore, allumer les feux, et utiliser toute la poudre de savon, encore et encore. C'est pourquoi j'ai abandonné le batik pour la toile - c'était plus facile. Ma vue s'est détériorée à mesure que je vieillissais, et à cause de cela, j'ai abandonné le batik sur la soie - c'était mieux pour moi de simplement peindre.
En 1988-1989, elle commence à peindre sur toile. Comme elle avait plusieurs décennies d'expérience dans la représentation de motifs cérémoniels sacrés du corps et du sol, la transition sur de nouveaux supports s'est faite facilement. Dans les peintures Untitled (1991) et Alalgura - my country in bloom (1992), on sent l'influence de sa pratique stylistique du batik avec la technique de superposition de couleurs.  
Rodney Gooch et d'autres membres de Central Australian Aboriginal Media Association (en) (CAAMA - l'Association des médias aborigène d'Australie centrale) ont présenté des peintures acryliques à Utopia en 1988-1989. Une exposition de quelques-unes des peintures de ces artistes organisée par le CAAMA a été organisée sous le nom de « A Summer Project » (un projet d'été), où le travail de Kngwarreye a immédiatement attiré l'attention des critiques. L'attention qu'elle a reçue a coïncidé avec le boom artistique mondial qui a eu lieu à cette époque.
Alors que le style aborigène prédominant était basé sur celui développé avec l'aide du professeur d'art Geoffrey Bardon de la communauté de Papunya en 1971 de nombreux points de taille similaire soigneusement placés l'un à côté de l'autre dans des motifs distincts, Kngwarreye a créé son propre style artistique original. Ce premier style, dans ses peintures entre 1989 et 1991, comportait de nombreux points, parfois superposés, de tailles et de couleurs variées, comme le montre Wild Potato Dreaming (1996).
Initialement, Kngwarreye a peint pour CAAMA et la famille Holt à Delmore Downs Station ; en 1991, elle produisait de nombreuses œuvres pour la galerie aborigène des rêves à Melbourne ainsi que Fred Torres de Dacou situé à Adélaïde.
Ces peintures originales de styles différents ont rapidement été vendues à des prix élevés, avec un revenu de plus d'un million de dollars pour le groupe de peintres Utopia en 1989-90. La première exposition solitaire internationale de Kngwarreye a eu lieu au Oude Kerk à Amsterdam, en 1999, par l'Aboriginal Gallery of Dreamings. En 2013, le Emily Museum, le premier musée mettant en vedette un unique artiste aborigène a ouvert à Cheltenham, Victoria, en Australie.

## Styles
Kngwarreye a traversé de nombreux styles différents dans sa courte carrière de peintre professionnel. En 1992, elle a commencé à relier les points en lignes avec des bandes horizontales et verticales parallèles, représentant les rivières et le terrain, dans de nombreuses couleurs différentes. Elle a commencé à utiliser des pinceaux plus gros qu'auparavant. Ses peintures ultérieures étaient basées sur des points beaucoup plus grands que dans son art premier qui était plus fin et plus complexe.
En 1993, Kngwarreye a ajouté des touches de couleur aux points, ce qui a créé l'effet d'anneaux colorés. Un exemple est Alaqura Profusion, qui a été réalisée avec un blaireau dans ce qu'elle a appelé son style « dump dump », en utilisant des couleurs très vives. Le même style est également employé dans My Mothers Country et Emu Country (1994).
En 1995, elle a terminé ce que les critiques ont appelé sa phase «coloriste» et a commencé à peindre avec des bandes simples qui traversent la toile. Les bandes épaisses à l'origine représentaient souvent les lignes des traces d'igname, comme dans Yam Dreaming (1994), Bush Yam (1995) et Big Yam (1996). Elle a exprimé les étranges modèles de croissance de l'igname, une plante essentielle à la survie humaine dans le désert, mais très difficile à trouver.
Plus tard, en 1995, ses peintures ont commencé à ressembler à certains égards aux peintures expressionnistes abstraites américaines de Jackson Pollock, avec beaucoup de lignes plus minces qui ont sillonné la toile. Son thème principal continue à être l'igname, comme dans Yam Dreaming Awelye (1995) et aussi dans les peintures Yam Dreaming en noir et blanc. Plusieurs semaines avant sa mort, Kngwarreye a peint de nombreuses toiles sur une période de trois jours en 1996, en utilisant une brosse très épaisse, comme dans Body Paint (1996).

## Yam Dreaming

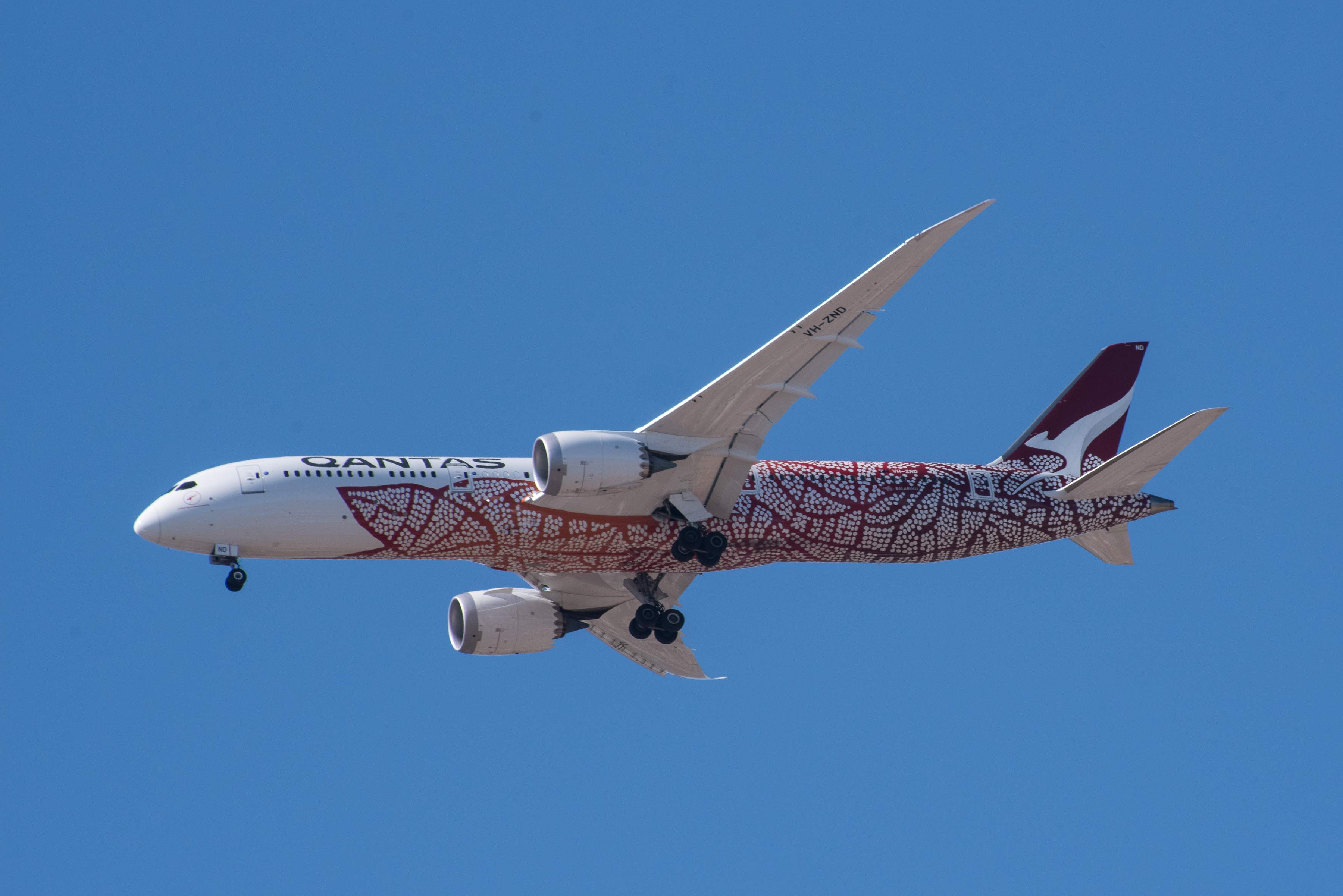
Cet avion de la compagnie Qantas un VH-ZND Boeing 787-9 Dreamliner porte le nom d'Emily Kame Kngwarreye et est peint dans une livrée spéciale inspirée de son œuvre Yam Dreaming.

Kngwarreye a particulièrement présenté des pistes d'ignames[pas clair] dans ses œuvres. L'igname était une importante source de nourriture pour les peuples aborigènes du désert. Elle a peint de nombreuses œuvres sur ce thème; souvent ses premières actions au début d'une peinture étaient de peindre des lignes de chemin[pas clair] de l'igname dans le pays. Cette plante était particulièrement significative pour elle : son deuxième prénom Kame signifie la fleur jaune de l'igname, et est le nom qui la relie symboliquement à sa terre,.

## Succès
Kngwarreye réalise plus de 3 000 peintures acryliques au cours des huit années suivantes, devenant ainsi l'une des artistes les plus en vue et les plus prospères de l'histoire de l'art indigène australien. Elle se distingue également par le fait qu'elle est une femme artiste, qu'elle n'a commencé à peindre qu'à l'âge de 70 ans et qu'elle est très prolifique : au cours de ses huit années d'activité artistique, elle réalise environ une peinture par jour.

Huit peintures de Kngwarreye dans la vente aux enchères d'hiver de 2000 de Sotheby's ont été vendues 507 550 $, et Awelye (1989) se sont vendues 156 500 $[pas clair]. Toujours en 2000, le travail de Kngwarreye faisait partie de huit groupes individuels et collaboratifs d'artistes indigènes australiens présentés dans le prestigieux Nicholas Hall du Musée de l'Ermitage en Russie. L'exposition a reçu un accueil positif des critiques russes, dont l'un a écrit:
C'est une exposition d'art contemporain, non pas dans le sens où elle a été faite récemment, mais en ce sens qu'elle s'inscrit dans la mentalité, technologie et la philosophie de l'art radical des temps les plus récents. Personne, à part les Aborigènes d'Australie, n'a réussi à exposer un tel art à l'Ermitage.
Le 23 mai 2007, Tim Jennings, de la galerie et musée culturel Mbantua, achète sa peinture Earth's Creation (en) en 1994 pour 1 056 000 dollars australiens lors d'une vente aux enchères de Deutscher-Menzies à Sydney, établissant un nouveau record d'œuvre aborigène.
Le succès a engendré une attention envahissante de marchands d'art inexpérimentés qui se rendaient dans sa communauté pour la rencontrer, Kngwarreye décrivant une fois à une amie comment elle avait « échappé à cinq ou six wagons de marchands d'art « fantaisistes » à Utopia. ». Selon Tim Klingender de Sotheby's, Kngwarreye était «un exemple d'artiste aborigène qui a été poursuivie sans relâche par des « carpetbaggers » vers la fin de sa carrière et qui a produit un corpus de travail important mais incohérent. »

## Œuvres
Création du monde, une peinture de 6 × 3 m réalisée en 1995, a été vendue 1 056 000 AUD en mai 2007, ce qui en fait l'œuvre d'art aborigène la plus cotée.

## Collections publique
- Galerie nationale d'Australie, Canberra
- National Gallery of Victoria, Melbourne
- Galerie d'art de Nouvelle-Galles du Sud, Sydney
- Musée national d'Australie-Méridionale, Adélaïde
- Queensland Art Gallery, Brisbane
- Seattle Art Museum, Seattle
- Kluge-Ruhe Aboriginal Art Collection (en), University of Virginia, Charlottesville
- Ian Potter Museum of Art, University of Melbourne, Melbourne
- Flinders University Art Museum (en), Adélaïde

## Collections privées
- Holmes à Court Gallery (en)
- Hank Ebes, Nangara collection
- Elton John Collection

## Expositions
Solo:
- Coventry, Sydney, 1990
- Gabrielle Pizzi, Melbourne, 1990, 91, 92
- Hogarth Gallery, Sydney, 1991
- Gallery Savah, Sydney, 1994, 1996, 1997.
- Emily, vieille église d'Amsterdam, 1999
- Mbantua Gallery and Cultural Museum, 2007–08
- The National Art Center, Tokyo, 2008
- National Museum of Australia, Canberra, 2008

Groupe:
- 1990: Contemporary Aboriginal Art, Carpenter Centre for the Visual Arts, Harvard Uni. Massachusetts, USA[31].
- 1992: Aboriginal Paintings from the Desert, touring Russia; Crossroads, Towards a New Reality, Aboriginal Art from Australia, National Museum of Modern Art, Kyoto and Tokyo[9].
- 1993: Aratjara – Australian Aboriginal Art, touring Germany, Londres (Haywood Gallery) et Denmark (Louisiana regional gallery).
- 1994: National Gallery of Victoria.
- 1997 : Biennale de Venise.
- 2010 : Emily Kame Kngwarreye & Minnie Pwerle, Kate Owen Aboriginal Art Gallery, Sydney, Australie.

## Prix
- Australian Artist's Creative Fellowship, Australia Council, 1992